# Alex Raymond
Alexander Gillespie Raymond (New Rochelle, Nueva York, 2 de octubre de 1909- Westpost, Connecticut, 6 de septiembre de 1956), conocido como Alex Raymond, fue un historietista estadounidense.

## Primeros años (1909-1933)
Desde pequeño mostró unas extraordinarias dotes para el dibujo. Su padre, un ingeniero al que le apasionaba el diseño, trató de dirigirle hacia esta profesión. Aunque Raymond encontró su primer empleo como agente de bolsa en Wall Street, el crack de 1929 se encargó de hacerle cambiar de opinión. Poco después se inscribió en la Grand School of Art.
Al iniciarse la década de 1930 empezó a trabajar como "negro" (dibujante no acreditado) para la King Features Syndicate en las series Blondie y Tim Tyler's Luck de los hermanos Chic y Lyman Young, respectivamente. La experiencia adquirida en estas series le permite convertirse a comienzos de 1934 en el dibujante de tres series clásicas de la historia del cómic: Flash Gordon, Jungle Jim y Secret Agent X-9. 

## Series clásicas (1934-1944)
Las dos primeras series comenzaron a publicarse el 7 de enero de 1934 en los suplementos dominicales de los periódicos. Flash Gordon ocupaba dos terceras partes de una página, en tanto que el tercio superior estaba ocupada por Jungle Jim, su topper, o serie de apoyo. Para estas series, Raymond contó al inicio con la colaboración de su hermano James Raymond, y de Don Moore, editor de revistas de literatura pulp, quien, sin embargo, no aparece acreditado en la página.
Flash Gordon era una tira de ciencia ficción con la que King Features Syndicate proyectaba competir con la popular Buck Rogers. Su punto de partida es bastante delirante: Flash Gordon, un famoso jugador de polo, y Dale Arden, futura novia del héroe, se lanzan en paracaídas cuando el avión en que viajaban se estrella contra un meteorito. Caen cerca del lugar donde el científico Hans Zarkov prepara sus planes para desviar la trayectoria de un meteorito mayor que va a chocar contra la Tierra. El plan consiste nada menos que en lanzar un cohete contra el meteorito. En ese cohete viajan él mismo, Dale Arden y Flash Gordon. Como resultado,viajan con ese cohete por el espacio y, van a parar al planeta Mongo, futuro escenario de sus aventuras. A pesar de lo absurdo del planteamiento inicial, las aventuras de Flash y sus amigos en el planeta Mongo, y sus combates contra el malvado Ming en unos extraños escenarios, en parte futuristas, en parte inspirados en antiguas civilizaciones, tuvieron un gran éxito. 
Si Flash Gordon era la baza de King Features Syndicate para competir con Buck Rogers en el terreno de la ciencia ficción, Jungle Jim (Jim de la selva) constituía su respuesta al éxito del Tarzán de Edgar Rice Burroughs. En la cultura popular norteamericana de la primera mitad de los años 30 estaban de moda las aventuras en lugares exóticos. El protagonista, "Jungle" Jim Bradley, era un cazador blanco que actuaba en las junglas del sudeste asiático, acompañado de un sirviente nativo, Kolu. Destacan los personajes fememinos de la serie, como la aventurera Lilly De Vrille. 
Secret Agent X-9 empezó a publicarse como tira diaria (daily strip), en blanco y negro a partir del 22 de enero de 1934. Para realizar los guiones de esta serie, Joseph Connolly, director de King Features Syndicate, contrató al conocido escritor de novela negra Dashiell Hammett. El personaje, el agente secreto X-9, es un defensor de la ley que odia a muerte a los gángsters desde que una banda de criminales asesinó a su esposa y a su hijo. En la etapa de Raymond ni el personaje ni la agencia para la que trabajaba tenían nombre; años después, sin embargo, se reveló que su nombre era Phil Corrigan y que trabajaba para el FBI. En realidad, Hammett sólo escribió completo el primer episodio de la serie, titulado "The Top", y luego se limitó a sugerir argumentos a Raymond. El 20 de abril de 1935 el escritor abandonó por completo el cómic, siendo sustituido por Leslie Charteris, y a principios de 1936 también Raymond dejó de dibujarla para concentrarse en sus páginas dominicales de Flash Gordon y Jungle Jim. La serie continuaría, sin embargo, escrita y dibujada por otros autores, hasta 1996.
Es en este momento, cuando las historias de Flash Gordon adquieren un tono épico y en los dibujos de Raymond cobra creciente protagonismo la figura humana. A partir de 1936, Raymond contó con ayuda de Austin Brigss para realizar las historietas de Flash Gordon. En 1938 el dibujante decide incluso prescindir de los bocadillos o globos de diálogo -como se hacía en otras series de aventuras, como Príncipe Valiente, de Harold Foster- para no estorbar la estructuración plástica de la viñeta. El trabajo de Raymond en Flash Gordon constituye, desde el punto de vista gráfico, una de las obras clásicas del cómic estadounidense.

## Madurez y muerte (1944-1956)

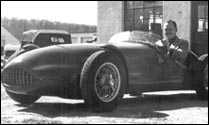
Alex Raymond en 1953, conduciendo su deportivo Bandini.

Briggs, que a partir de 1940 fue el encargado de dibujar la tira diaria (daily strip) de Flash Gordon, sustituyó a Raymond cuando este fue llamado a filas en abril de 1944. La tira de Jungle Jim quedó en manos del hermano de Alex, James Raymond y siguió publicándose hasta mediados de los años 50. El personaje alcanzó gran popularidad, y sus historias fueron incluso adaptadas al cine y la televisión.
Alex estuvo dos años en la marina, y pasó parte del tiempo de su servicio militar en el Pacífico, sirviendo a bordo del portaaviones Gilbert Islands. A su regreso a la vida civil, emprende un nuevo trabajo para King Features Syndicate, que es para algunos su obra más importante, Rip Kirby, de género policiaco. Se publicó como tira diaria, en blanco y negro, desde el 4 de marzo de 1946. En un primer momento, Raymond escribía y dibujaba la serie, pero desde 1952 (según otros, desde 1948) Fred Dickenson se hizo cargo de los guiones. Las historias de la serie no discurren siempre por los cauces habituales del género policiaco, sino que se da cabida a temáticas propias de otros géneros, como el melodrama sentimental.
El protagonista es un detective neoyorquino, aunque muy distante de los patrones del género. Alto y atlético, de mediana edad, viste con elegancia, lleva gafas, fuma en pipa y es amante del cognac y la música clásica (toca el piano). Le gustan también el golf y los coches deportivos. Vive en un confortable apartamento con Desmond, un exconvicto transformado en sofisticado mayordomo. Kirby está prometido a la rubia Honey Dorian, pero en su amor se cruza con frecuencia la morena Pagan Lee.
El 6 de septiembre de 1956 Alex Raymond falleció en un accidente de automóvil en Westport, Connecticut, mientras conducía un Corvette en compañía de su amigo Stan Drake, también un conocido dibujante. Drake salvó la vida, pero Raymond murió instantáneamente. Se encontraba en el cenit de su carrera. Tras la muerte de Raymond en 1956, la serie fue continuada por el talentoso dibujante John Prentice.

## Valoración e influencia
La obra de Alex Raymond, en especial Flash Gordon, ha sido imitada hasta la saciedad durante años, siendo el modelo de todas las historias de ciencia ficción durante muchos años.
Habitualmente se ha alabado la perfección académica de sus figuras, de una concepción casi escultórica, e incluso el efectismo en general de su dibujo, pero por parte de teóricos como Pedro Porcel se ha señalado que esto enmascara su descuido de otros muchos aspectos,

especialmente la documentación y la agilidad narrativa, que en los años más conocidos de Flash Gordon pasa a un muy segundo plano.